# Битва под Венденом (1578)
Битва под Венденом — битва между русскими и объединёнными войсками Речи Посполитой и Шведского королевства, состоявшееся 21—22 октября 1578 года, в ходе Ливонской войны, у стен Цесисского замка.

## Действия в 1577 году
В начале 1577 года жители города Венден (ныне Цесис, в русских летописях он упоминается с 1221 года под названием Кес или Кись, подняли восстание против польско-литовского гарнизона и пригласили короля Магнуса Датского, родственника Иоанна Васильевича (племянница царя Мария Владимировна была выдана за Магнуса), защищать город. Однако царь Иван IV, подозревая Магнуса в измене, арестовал его. До Иоанна уже доходили вести о сношении Магнуса с польским королем и герцогом Курляндским, а город после пятидневной бомбардировки был взят. Остатки немецкого гарнизона Магнуса заперлись в замке (цитадели) и взорвали себя. Последовал захват города.
В декабре 1577 года в результате внезапной ночной атаки двухсот немецких и польских кавалеристов под руководством Иоганна Биринга город был отбит. Русский гарнизон был захвачен врасплох, часть его спаслась бегством. Король Магнус позднее был освобождён и отпущен русскими, но сразу же примкнул к противникам Ивана Васильевича Грозного.

## Действия в 1578 году
В конце лета 1578 года Иван Юрьевич Голицын, Василий Агишевич Тюменский, Дмитрий Иванович Хворостинин и М.В. Тюфякин взяли Оберпален. Дальнейшим пунктом был Венден,
Иван IV послал для захвата Вендена воевод Ивана Фёдоровича Мстиславского с сыном боярина Морозова.  В осаде города, длившееся 6 дней с 15 по 20 октября 1578 года, использовали и именное орудие «Волк». За это непродолжительное время, после не продолжительной бомбардировки в стене была проделана брешь, поскольку состояние укреплений Вендена после осады 1577 года оставляло желать лучшего. Осаждённые терпели крайнюю нужду и голод. Однако при известии о приближении неприятеля (Дембинский, Бюринг, Ходкевич) осада была снята, и войска, уклонившись от сражения, спешно отступили.
Из-за отсутствия единоначалия возникли местнические споры. В связи с тем, что не было указания о безместии, то в этом разряде заместничали воеводы чуть ли не всех полков (9 человек), что способствовало поражению. Иван IV прислал дьяка Андрея Щелкалова, как отмечено в разрядной книге "государевы воеводы замешкались опять .... и государь послал к ним с кручиною с Москвы дьяка Андрея Щелкалова" и с войсками Данила Салтыкова и И.Ю. Булгакова с приказом действовать немедленно. Вскоре войска выступили, но время уже было упущено.

## Битва
Польско-литовские войска объединились со шведским отрядом, литовский отряд под командованием Андрея Сапеги и Матвея Дембинского численностью до 2000 человек, ливонский и шведский отряды Николая Корфа и Юргена Нильссона Бойе (три эскадрона рейтар и три роты пехотинцев — до 800 человек, по другим данным 1300-1500 пехотинцев и 700-800 кавалеристов) сумели переправиться через реку Аа (Гауя), до того, как русские приготовились их атаковать. 21 октября 1578 года объединённые войска под командой шведского военачальника Юргена Боя и начальника польско-литовского отряда Андрея Сапеги приблизились к осаждавшим город русским войскам и напали на них. Русские отряды едва успели построиться для боя. Попытка русских сбросить врага в реку не увенчались успехом. По сведениям Рейнгольда Гейденштейна, татарская конница первой обратилась в бегство, после чего часть русских полков покинула поле боя. Оставшаяся часть русского войска отступила в шанцы и плотным огнём остановила неприятеля. С наступлением темноты бой прекратился. Однако Сапега и Бой хотели возобновить бой утром.
Русский корпус был обременён тяжёлой артиллерией, малопригодной в полевом бою, и большом обозом в осадном лагере. Ночью четверо воевод: главный воевода князь И. Ю. Булгаков-Голицын, Ф.В. Шереметьев, А.Д. Палецкий и дьяк А. Я. Щелкалов и другие воеводы и начальные люди, отвели свои отряды войска в Юрьев-Ливонский (Дерпт), бросив на произвол судьбы своих товарищей. Как записано в разрядной книге: "с дела сбежали и своих выдали и наряд покинули". Оставшиеся в лагере воеводы не могли бросить "большой огнестрельный наряд", что в их глазах означало покрыть себя позором перед Государём.
Утром следующего дня бой возобновился. Тяжёлая артиллерия, используемая при осаде Вендена, была малопригодна в полевом бою, что сказалась на исходе боя. Оставшееся Русское войско было разгромлено. Русские пушкари, как сообщает Гейденштейн, исчерпав средства к сопротивлению и не желая сдаваться, повесились на своих орудиях, в другом источнике указано, что их повесили и изрубили поляки.

## Потери и трофеи сражения
Из числа местников в плен попали князь П.И. Татев, князь П.И. Хворостинин, М.Ф. Гвоздев-Ростовский, дьяк А. Клобуков, убиты боярин и князь В.А. Сицкий и князь М.В. Тюфякин.
После того, как был взят русский лагерь, встал вопрос о транспортировке трофейных орудий. Бойе 24 октября сообщал властям Риги, что захвачено 20 орудий, которые были поделены с поляками, но вследствие плохого осеннего пути Бойе не может перевезти в Ревель часть орудий. Военачальник просил рижские власти помочь в перевозке, на что 28 октября бургомистры Риги предоставили 200 человек плотников, рыбаков и других рабочих, а также речные суда и инструмент для транспортировки орудий. Часть трофеев прибыла 16 ноября под крепость Зегевальд. Позже орудия доставили в Динамюнде, а оттуда перевезли в Швецию. Одна из пищалей "Волк", впоследствии очутилась в замке Грипсгольм, где находится и поныне.
О захваченной артиллерии источники оставили противоречивые сведения. Так в русских разрядах отмечена потеря 17 орудий. В русских разрядах упоминалось: ".... бояр и воевод побили перед Покровом во вторник и наряд весь взяли: Волка, да две Девки, да Змей перновской, да три верховых, да 7 полуторных, да три скорострельных". Иностранные источники оценивают количество захваченных стволов от 20 до 24 штук. Согласно немецкому изданию "Новому известию" в руках победителей оказалось 14 прекрасных отлитых орудия и 6 огненных мортир. Балтазар Рюссов в своей хронике писал о 20 орудиях, а Рейнгольд Гейденштейн неопределённо говорил о 30 орудиях. В хронике Мацея Стрыйковского говорится о захвате более 20 больших орудий и особенно Волка. Филиппо Талдуччи из Кракова 05 ноября 1578 года сообщал в Рим, опираясь на польские сведения, что полякам и шведам удалось разбить "в Ливонии под замком, называемом Киссон" 22.000 человек с 20 большими артиллерийскими орудиями. В одном из "летучих листков" изданных в 1579 году в Нюрберге Леонардом Гейслером, приводится подробный перечень трофейной артиллерии, состоящий из перечисления 24 орудий, взятых при поражении московитов:
- Три большие мортиры, из которых бросают каменные и огненые бомбы, называемые — Чёрными цветками;
- Одно большое орудие, называемое Волком, на котором был повешен и убит, московский воевода;
- Два больших орудия для штурма и проламывания стен, которые московиты называют — Девками;
- Два больших орудия, называемое — Ястребом-перепелятником;
- Девять полуторных или фельдшлангов;
- Четыре длинных орудия нотшланга;
- Три очень длинных железных серпентина.

Коронный канцлер Ян Замойский в письме из Вильны к папскому нунцию 12 марта 1579 года писал, что все трофеи были переданы виленскому воеводе, пану Николаю Радзивиллу, в том числе и "Волк". Однако это не соответствует действительности. После сражения все трофеи были поделены между победителями, а самая большая пищаль "Волк", а также несколько орудий были переданы шведам, о чём свидетельствуют комплекс рижских актов 1578 года.
Русский разрядный список, очевидно, перечисляет первоначальный реестр артиллерии, отправленный под Венден. Впоследствии произошли изменения в составе артиллерии. Незадолго до сражения была произведена рокировка, были отосланы вместе с частью войск очень огромную пищаль, называемую "Медведь", калибром 40 фунтов (упоминается также в разряде Ливонского похода 1577 года). Кроме того, в разрядных записях фигурирует пищали "Змей Перновский". Орудие не попало в руки врага, поскольку сохранилось о нём сведения в период русско-шведской войны 1590-1595 годов. Следовательно, под Венденом 21 октября 1578 года русская артиллерия была не в том составе, как записано в разрядной книге.
Иностранные источники называют раздутые цифры потерь армии Ивана Грозного: 6.000 татар, 4.000 стрельцов, "ездового люду" и посохи 12.000 человек. Синодик московского Успенского собора по убиенным во брани упоминает имена 162 человек, погибших в битве.

## Итоги битвы
Битва положила конец наступательным действиям войск Русского царства в Ливонии. Значение битвы, численность русских войск и их потери значительно преувеличены в различных не московских источниках, как в ливонских (сочинение Б. Руссова), так и польско-литовских (например, в «Записках о московской войне» Р. Гейденштейна) и тем более — агитационных материалах (например, изданных в Нюрнберге Леонардом Гейслером).